# Vazuza
 Der er for få eller ingen kildehenvisninger i denne artikel, hvilket er et problem. Du kan hjælpe ved at angive troværdige kilder til de påstande, som fremføres i artiklen.

Vazuza (russisk: Вазуза, tr. Vazuza) er en flod i Smolensk og Tver oblast i Rusland. Den er en højre biflod til Volga. Den er 162 km lang, med et afvandingsområde på 7.120 km². Den nederste del af floden ligger nu under Vazuza-reservoiret. Byerne Sytsjovka og Zubtsov ligger ved Vazuza (den sidstnævnte ved sammenløbet med Volga).
56°10′05″N 34°35′27″Ø / 56.1681°N 34.5908°Ø